# Actur-Rey Fernando
Actur-Rey Fernando es uno de los 16 distritos municipales en que se divide la ciudad de Zaragoza (España). Según datos del padrón municipal tiene una población, a inicios de 2021, de 58 074 habitantes.
Está delimitado por el río Ebro -el cual atraviesa la ciudad- al sur y al este, situado en la margen izquierda del mismo. El distrito es fruto de la división en dos del antiguo distrito Margen Izquierda en 2006, que también dio origen al nuevo distrito de El Rabal. Incluye dos barrios: el barrio de parque Goya, situado en el entorno de la Carretera de Huesca, y el barrio Actur-Rey Fernando, el cual ocupa su mayor extensión (no confundir con el distrito completo). Como dato curioso sobre este último barrio, pese a ser su nombre completo Actur-Rey Fernando, la población de la ciudad lo conoce solo como Actur o El Actur. Sin embargo instituciones oficiales utilizan su nombre completo, al igual que las líneas de autobuses. 

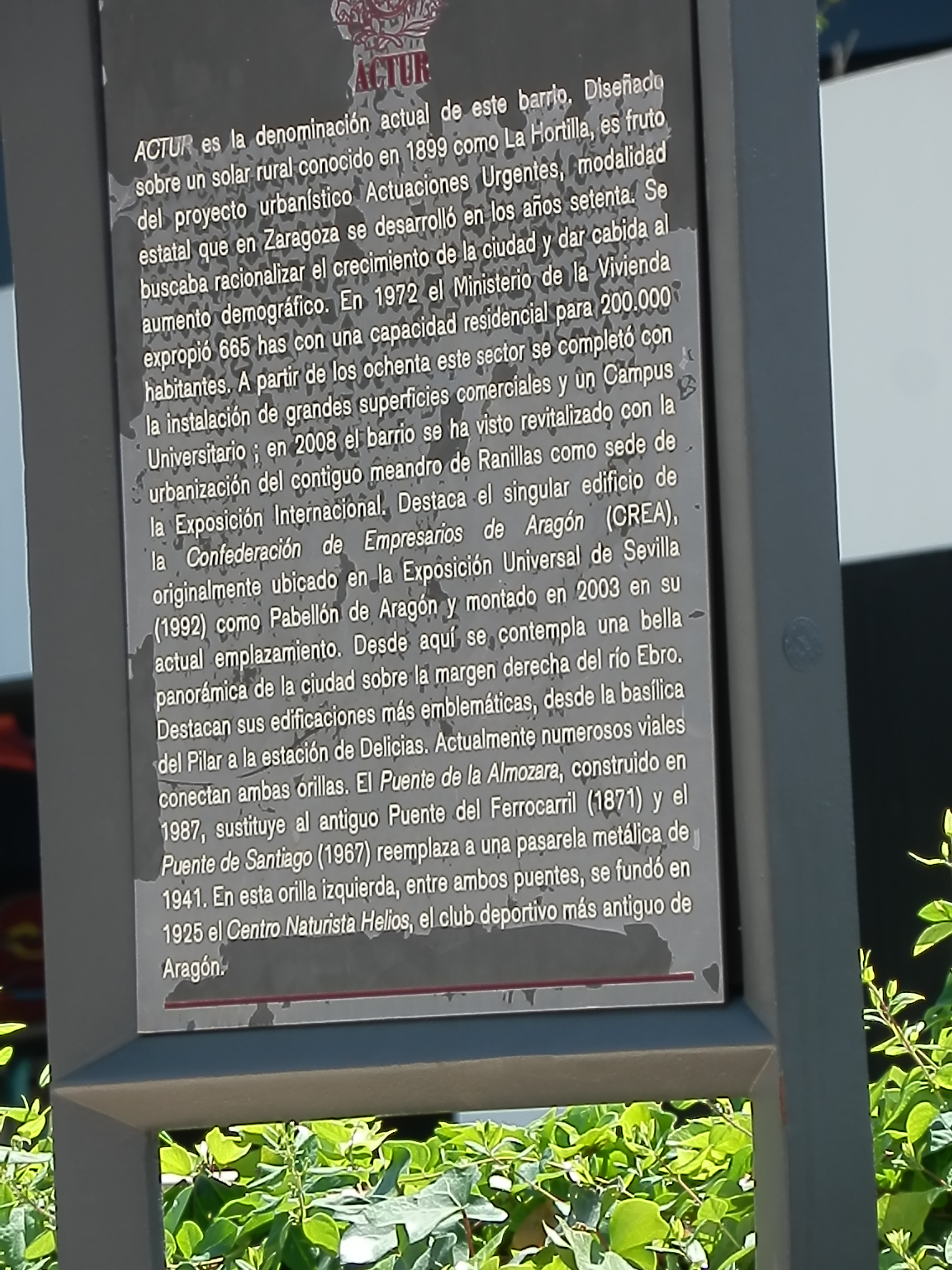
Placa de la historia del distrito Actur-Rey Fernando en Zaragoza.

Fue edificado como parte del Plan ACTUR (ACTuaciones URbanísticas URgentes) para resolver el problema de falta de vivienda que tenía la ciudad en los años 1970. En 1972 el Ministerio de la Vivienda expropió 665 Ha con una capacidad residencial de 200 000 habitantes.
El ACTUR está construido perpendicularmente sobre dos calles: Gertrudis Gómez de Avellaneda y María Zambrano, siendo prácticamente simétrico a los lados de estas dos vías. La mayor parte de los nombres de sus calles están dedicados a literatos, cineastas, artistas iberoamericanos y políticos socialistas y comunistas.

## Edificios y servicios
- Un campus de la Universidad de Zaragoza (denominado "Campus Río Ebro") en el que se encuentra la Escuela de Ingeniería y Arquitectura de la Universidad de Zaragoza y un edificio de la Facultad de economía y empresa. En su entorno también están el Centro de Innovación de Empresas de Aragón y el Centro Europeo de Empresas e Innovación.
- Las instalaciones deportivas de la Federación Aragonesa de Fútbol, las Pistas de Atletismo del Centro Aragonés del Deporte, el Pabellón Siglo XXI de piscinas cubiertas, el Centro Deportivo Municipal ACTUR y el Centro de Natación Helios.
- Acceso por seis puentes: Santiago (1967), Almozara (1987), Pasarela del Voluntariado (2008, peatonal), Pabellón-Puente (2008, peatonal) y Puente del Tercer Milenio (2008) y puente de la Autovía del Nordeste.
- Dos de los centros comerciales de Zaragoza (GranCasa y Carrefour Actur), así como un pasaje comercial (KASAN).
- Supermercado (Mercadona).
- Ocho parques que rodean todo el barrio: parque de los Cineastas, parque Teresa Perales —Che Guevara—, parque de los Poetas, parque del tío Jorge, parque del Buen Humor, parque del Respeto, parque de la Tolerancia y el parque metropolitano del Agua Luis Buñuel.
- El 7 de septiembre de 2021,[3]
- El meandro de Ranillas, donde en se encuentra el recinto donde se celebró la Exposición Internacional de 2008.
- Los rascacielos de oficinas World Trade Center Zaragoza, la Torre del Agua y el Palacio de Congresos Expo.
- Radiotelevisión Autonómica de Aragón. CARTV.
- Nueva Escuela de Arte y Diseño de Zaragoza.
- Escuela Oficial de Idiomas Fernando Lázaro Carreter (Alemán, Inglés, Francés, Chino, Italiano y Catalán)
- Tres centros médicos: Actur Norte, Amparo Poch, Actur Sur; y uno en parque Goya: centro de salud parque Goya.
- La Ciudad de la Justicia en el recinto Expo.
- Oficina de Empleo Ranillas.
- Edificio de la Confederación Regional de Empresarios de Aragón (CREA). Originalmente instalado en la Exposición Universal de Sevilla de 1992. En 2003 se terminó su montaje en su actual ubicación en la avenida José Atarés, 20.
- Varias líneas de autobús urbanos, 23, 29 (zona de parque Goya), 35 (Parque Goya) 42, 43, 44, 50, Ci1, Ci2[4]
- La L1 del Tranvía que llegó al Actur en marzo de 2013.
- La barbería del Tío Jorge —calle Virginia Woolf 2— fue elegida por la revista Soy barbudo como una de las 20 más influyentes de España.[5]

A escasos kilómetros está Juslibol y la zona rica en biodiversidad de aves migratorias del galacho.

## Galería
|                                  |
| Pista de baloncesto Actur Norte. |

|                 |
| Torre del Agua. |

|                                |
| Alma del Ebro de Jaume Plensa. |

|  |
|  |

|                                   |
| La línea vital de Ángel Orensanz. |

|               |
| WTC Zaragoza. |

|                                      |
| Agua y Cosmología de Ángel Orensanz. |

|                     |
| Torre de Gran Casa. |

|                      |
| Acuario de Zaragoza. |

|                        |
| Ciudad de la Justicia. |

|                              |
| Parque del Agua Luis Buñuel. |

|                                              |
| Noria siria realizada por artesanos de Hama. |

|           |
| Ranillas. |

|                     |
| Pabellón Siglo XXI. |

|  |
|  |

|               |
| Sonic Forest. |

|                                    |
| Primera piedra EXPO Zaragoza 2008. |

|                                               |
| Paso del Tranvía por la Avda. María Zambrano. |

|                  |
| Escuela de Arte. |

|                      |
| Edificio de la CREA. |

|             |
| Sede CARTV. |

|                                        |
| Válvula con Alberca de Miquel Navarro. |

|                      |
| Bloque de viviendas. |

|                                     |
| Monumento a los donantes de sangre. |

|                     |
| Homenaje a la Jota. |

|                     |
| Locomotora Baldwin. |

|                 |
| Los baturritos. |

|                  |
| Figuras de agua. |

|                          |
| Busto de Pablo Iglesias. |

|                     |
| Plaza de la Poesía. |